# Липа Юрій Іванович
Ю́рій Іва́нович Ли́па (5 травня 1900, Одеса (або Старі Санжари, Полтавська губернія) — 20 серпня 1944, с. Шутова, Яворівський район, Львівська область) — український громадський діяч, письменник, поет, публіцист, лікар, автор української геополітичної концепції. Один з ідеологів українського націоналізму. Вважається одним з провідних українських філософів першої половини ХХ століття.
Відповідно до українського законодавства може бути зарахований до борців за незалежність України у ХХ сторіччі.

## Біографія

### Молоді роки. Родина
Батьком Юрія був видатний український письменник, лікар і борець за самостійність України Іван Липа — комісар Одеси від Центральної Ради, міністр культів і віросповідань Директорії УНР та автор проєкту її першої Конституції, міністр здоров'я уряду УНР в екзилі.
За іншою версією його прізвище й ім'я — Григорій Андрійович Геращенко, а народився на Полтавщині (Старі Санжари) в сім'ї священника Геращенка Андрія Андрійовича та Єлизавети Іванівни. В лютому 1910 року у Старих Санжарах був всиновлений своїми хрещеними батьками, доктором Іваном Львовичем Липою та дружиною священника Григорія Прихожого — Євлампією Іванівною. Після цього йому змінили прізвище, ім'я та по батькові. Існує припущення, що Григорій Геращенко насправді був рідним сином Івана Липи від Єлизавети Геращенко, але народженим в сім'ї Андрія Геращенка.
Початкову освіту майбутній письменник здобув у гімназії № 4 м. Одеси. Тут же вступив до Новоросійського університету.

### Перші визвольні змагання
У 1917 р. юнак робить свої перші кроки на літературній ниві — він є редактором часопису «Вісник Одеси», пише свої перші брошури: «Союз визволення України», «Королівство Київське за проєктом Бісмарка», «Носіть свої відзнаки», «Гетьман Іван Мазепа», які побачили світ у заснованому батьком видавництві «Народний стяг». Тоді ж, з огляду на загрозу більшовицького перевороту в м. Одесі, вступає до лав організованої полковником І. Луценком та підполковником В. Змієнком Гайдамацької дивізії, у перший курінь. Пізніше вступив до куреня Морської піхоти Збройних сил УНР, бере участь у січневих боях з більшовиками на вулицях Одеси. Після вступу у місто союзних німецько-австрійських та українських частин Юрій Липа стає заступником командира одеської «Січі» Т. Яніва. В той час він редагує українську щоденну газету, видає останню, написану в Одесі, книжку «Табори полонених українців».

### Активна творча діяльність
Вступивши 1922 року до Познанського університету на медичний факультет, він не полишає громадсько-політичної діяльності. Зі студентів, колишніх вояків армій УНР і ЗУНР, за почином хлопця утворюється таємне товариство, корпорація «Чорноморе», де Юрій Іванович обіймає посаду ідеологічного референта. В умовах бездержав'я українські емігранти, очолені Юрієм Липою, намагалися не лише зберегти своє національне обличчя, але й думали про майбуття України.
Разом з тим Юрій Іванович плідно працює на літературній ниві, здебільшого з суспільно-політичної тематики. В численних виданнях з'являється друком перша поетична збірка Юрія Липи — «Світлість», одразу помічена критиками, які пророкували авторові велике майбутнє.

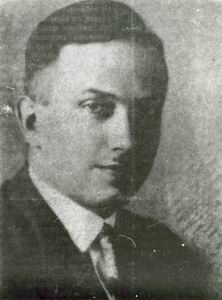
Юрій Липа

По закінченні університету у 1929 році разом з Є. Маланюком Юрій стає натхненником і організатором літературної групи «Танк». Друкувався в альманасі «Сонцецвіт».
Велика віра у вищу ідею України, її традиції, духовні сили, орієнтація на Європу, праця над власним стилем, боротьба з провінційністю, малоросійським шароварництвом і сльозливою ліричністю — ось основні гасла і принципи, за якими творили молоді письменники. Пройнята цими ідеями, переповнена духом боротьби за українську ідею, з'являється 1931 року друга збірка поезій Юрія Івановича з такою характерною назвою — «Суворість».
На шпальтах «Вісника» друкуються його літературознавчі статті: «Розмова з порожнечею», «Розмова з минулим», «Совіцькі фільми», «Розмова з наукою», «Організація почуття», «Боротьба з янголом», «Розмова з Заходом», «Селянський король», «Сатриз Мапіпз», «Провідництво письменства», «Батько дефетистів», «Сіре, жовте і червоне», в яких він дає оцінку українській літературі та визначає головні напрямки її розвитку в майбутньому.

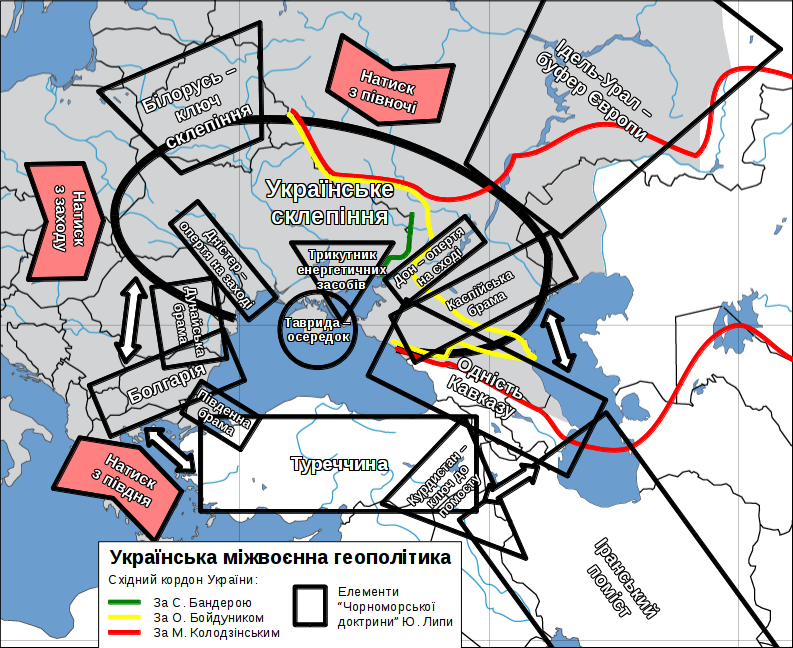
«Чорноморська доктрина» Юрія Липи

У Варшаві у 1934 році вийшов друком роман письменника: «Козаки в Московії». Наступного року він познайомив читача зі збіркою літературознавчих есе під назвою «Бій за українську літературу». Юрію вдалося досягти дивовижної цілісності у виявленні цінностей української культури та накреслити у глобальному плані проблеми і завдання, які стоять перед нею у майбутньому як перед культурою незалежної України — перлини світової цивілізації.
1936 року Юрій Липа видав три томи новел «Нотатник» на тему національно-визвольних змагань 1917—1921 років. Героїчний характер інтелігента масштабно й глибоко виписано, зокрема, в новелах «Кам'янець столичний» та «Гринів». Письменнику вдалося створити образ героя нового типу — інтелігента, безмежно відданого ідеї, цілеспрямованого й діяльного. Персонажі письменника — люди витонченої душевної організації, високого інтелекту, природні провідники, герої європейські, а водночас — типові представники свого народу. До того ж, у тому ж році письменник видав дві політичні праці — «Українська доба» й «Українська раса», в яких проаналізував політичні доктрини Європи XX століття.
Найповніше ідейно-філософські погляди Липи розкриті в його «всеукраїнській трилогії» — «Призначення України» (1938), «Чорноморська доктрина» (1940) та «Розподіл Росії» (1941). В цих працях Юрій Липа виступає як теоретик сучасної української геополітики.

### Друга світова війна і смерть

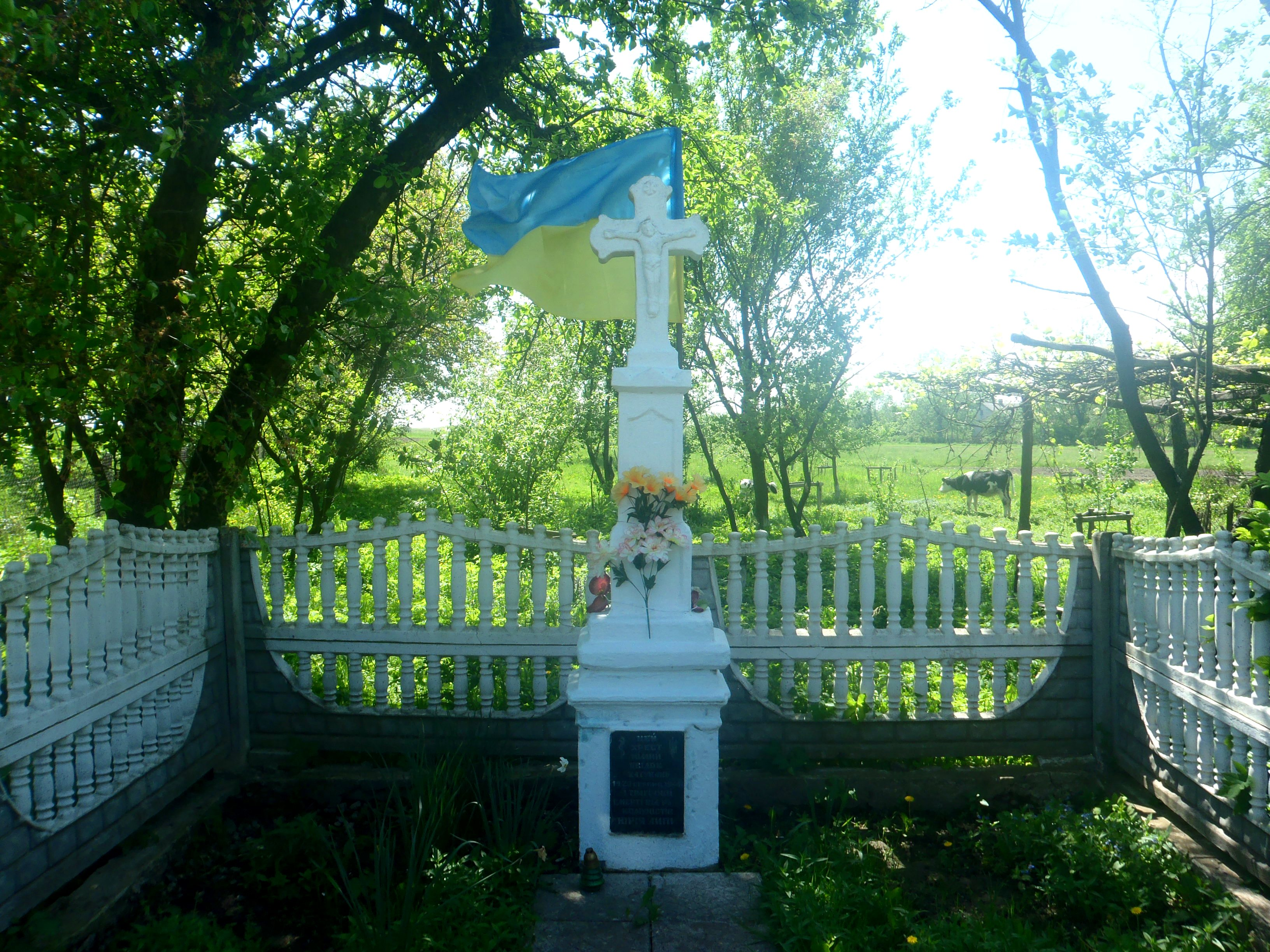
Пам'ятний хрест в с. Шутова неподалік місця загибелі Юрія Липи. Напис на підніжжі: «Цей хрест — німий свідок катувань 19-20 серпня 1944 р. і трагічної смерті від рук комуністів Юрія Липи».

У вкрай несприятливий час воєнного лихоліття Юрій Липа разом із Левом Биковським та Іваном Шовгенівим у 1940 році утворюють у Варшаві Український Чорноморський інститут — науково-дослідну установу вивчення політичних і економічних проблем, що постануть перед Україною після здобуття незалежності. Протягом 1940—1942 років ними було видано 40 актуальних праць. Мрією вчених було після відновлення Української держави перенести Український Чорноморський інститут до Одеси, щоб він став потужним центром наукових досліджень у багатьох галузях. 3 цією метою Юрій Липа 1942 року приїздив до Одеси, навіть зумів організувати видання декількох наукових збірок. Проте війна не дала змоги довершити задумане.
Після переїзду влітку 1943 року до Яворова (тепер Львівська область) став одним з активних учасників українського руху Опору. Працюючи як лікар, Липа організував підпільні курси з підготовки медичних кадрів для Української Повстанської Армії, готував тексти листівок та відозв до населення і німецьких солдатів. Постать Юрія Липи була настільки значущою, що 1943 року його діяльність помітили у вищому державному проводі націонал-соціалістичної Німеччини. За наказом Гітлера Юрія було перепроваджено до Берліна, тому що, на думку правителів Німеччини, він був найбільшим українським ідеологом-державником. Йому було запропоновано очолити маріонетковий уряд України. Однак Юрій з гідністю відкинув цю ганебну пропозицію.[джерело?] І, на диво, залишився живим…

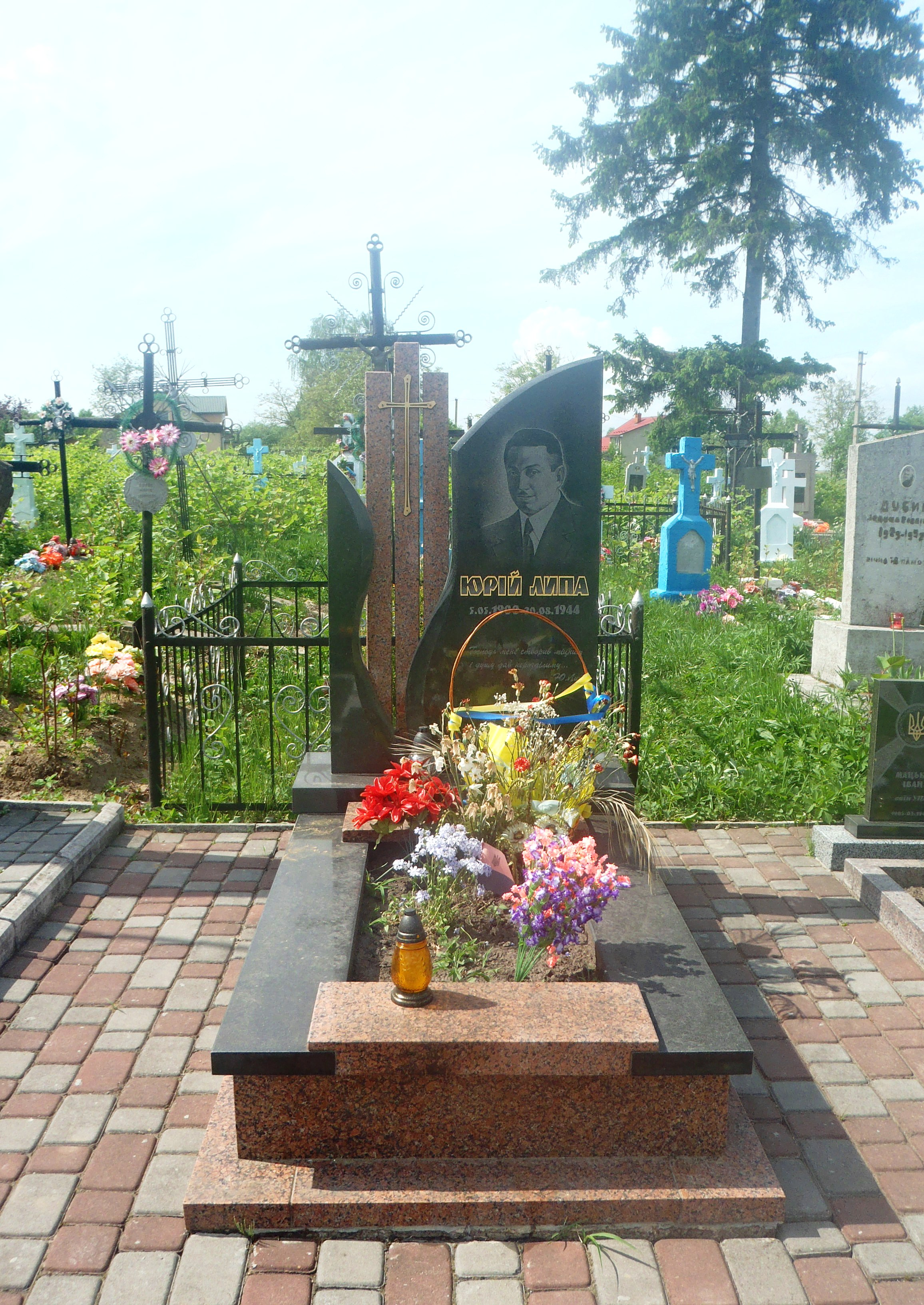
Могила в с. Бунів Яворівського р-ну Львівської обл.

З липня 1944 року — курінний лікар в повстанському шпиталі в селі Іваники на Яворівщині. Помітили його і радянці, з лабетів яких вирватись мислителю не поталанило. 19 серпня 1944 року Юрій Іванович був захоплений підрозділом НКВС в селі Іваники, Яворівського району, а на світанку 20 серпня 1944 року Юрія Липу було по-звірячому замордовано в с. Шутова Яворівського району, що на Львівщині.
Похований в с. Бунів, Яворівського району. Наказом ГВШ УПА ч. 3/45 від 10 жовтня 1945 Юрію Липі присвоєно ступінь полковника УПА з датою старшинства 21.08.1944

Пам'ятник Юрію Липі в с. Іваники Яворівського р-ну Львівської обл.

## Творчість

### Філософсько-ідеологічні праці
- «Українська доба»
- «Українська раса»
- Геополітичні орієнтири нової України
- «Великі заповіти» ,
- «Призначення України» (1938)
- «Чорноморська доктрина» (1940),

### Літературні твори
У цілому написав бл. 200 різноманітних творів: книг, статей, рецензій, перекладів, зокрема:
- Роман «Козаки в Московії» (1934)
- Три томи новел «Нотатник» (1936):
  - Липа Ю. Нотатник. Т. 1 . Детройт : Україна, 1955. 112 с.
  - Липа Ю. Нотатник. Т. 3 . Детройт : Україна, 1955. 125 с.
- Збірник літературознавчих есеїв «Бій за українську літературу» (1935)
- Лікарська праця «Фітотерапія» (1933)
- Лікарська праця «Ліки під ногами» (1943).
- Липа Ю. Бій за українську літературу. — Варшава, 1935. — 216 с.
- Липа Ю. З Київських легенд //Український студент, Прага, 1930.
- Липа Юрій. Вірую. — Львів: Каменяр, 2000. — 102 с.
- Липа Ю. Козаки в Московії. — Львів: Червона калина, 1995. — 454 с.
- Липа Ю. Нотатник. — К.: Укр. світ, 2000. — 296 с.
- Липа Ю. Поезія. — Торонто, 1967. — 292 с.
- Поема [Архівовано 19 грудня 2013 у Wayback Machine.] «Цар-Дівиця» (ЛНВ. Річник XXI. Т.LXXVII. Кн.VI. За жовтень. Львів, 1922. — с.193—197).
- Липа Юрій. І прийде час: поезія [Текст]; упоряд. Мар’яни Комариці / Юрій Липа. - Львів : Каменяр, 2019. - 47 с.: іл. - (25 улюблених віршів).
- Липа Юрій. Рубан [Текст]: Новели / Юрій Липа. - Львів: Каменяр, 2018. - 85 с.: іл.
- Липа Юрій. Світильник неугасимий [Текст] / Юрій Липа. - Львів: Каменяр, 2023. - 32 с.: портр.
- Липа Юрій. Світлість [Текст]: [вірші]; перевидання за збіркою 1925 р. / Юрій Липа; Післяслово Миколи Ільницького. – Львів: Каменяр, 2023. –  49 с.: іл.
- Липа Юрій. Суворість [Текст]: [вірші]; перевидання за збіркою 1931 р. / Юрій Липа; Післяслово  Миколи Крупача. – Львів: Каменяр, 2014. – 79 с. : іл.
- Липа Юрій. Твори: Том 1: Поезія/ Худож. оформл. І. Б. Шутурми. - 2005. -543 с.: портр.
- Липа Юрій. Твори: Том 2: Проза: Нотатник: Новели / Худож. оформл. сер. І Шутурми. – 2006. – 357 с. (Серія «Спадщина»)
- Липа Юрій. Твори:Том 3: Проза: Козаки в Московії: історичний роман / Худож. оформл. сер. І Шутурми. – 2009. – 279 с. (Серія «Спадщина»)
- Липа Юрій. Твори:Том 4: Бій за українську літературу. Київ, вічне місто / Худож. оформл. сер. І Шутурми. – 2012. – 278 с. (Серія «Спадщина»)
- Липа Юрій. Призначення України [Текст] / Юрій Липа. - Львів: Каменяр, 2020. - 501 с. : портр.
- Липа Юрій. Твори: Том 6: Чорноморська доктрина. - Львів: Каменяр, 2024.

### Публіцистика
- Юрій Липа. «Українська жінка»

### Огляд і аналіз праць Ю. Липи
- Ідея «розподілу Росії» Юрія Липи
- Де вони — кордони української душі?
- Місце України у формуванні Балто-Чорноморського регіону
- Р. Ю. Казанков, Проблема формування чорноморського геополітичного простору в першій половині XX ст.: Український варіант

## Вшанування пам'яті

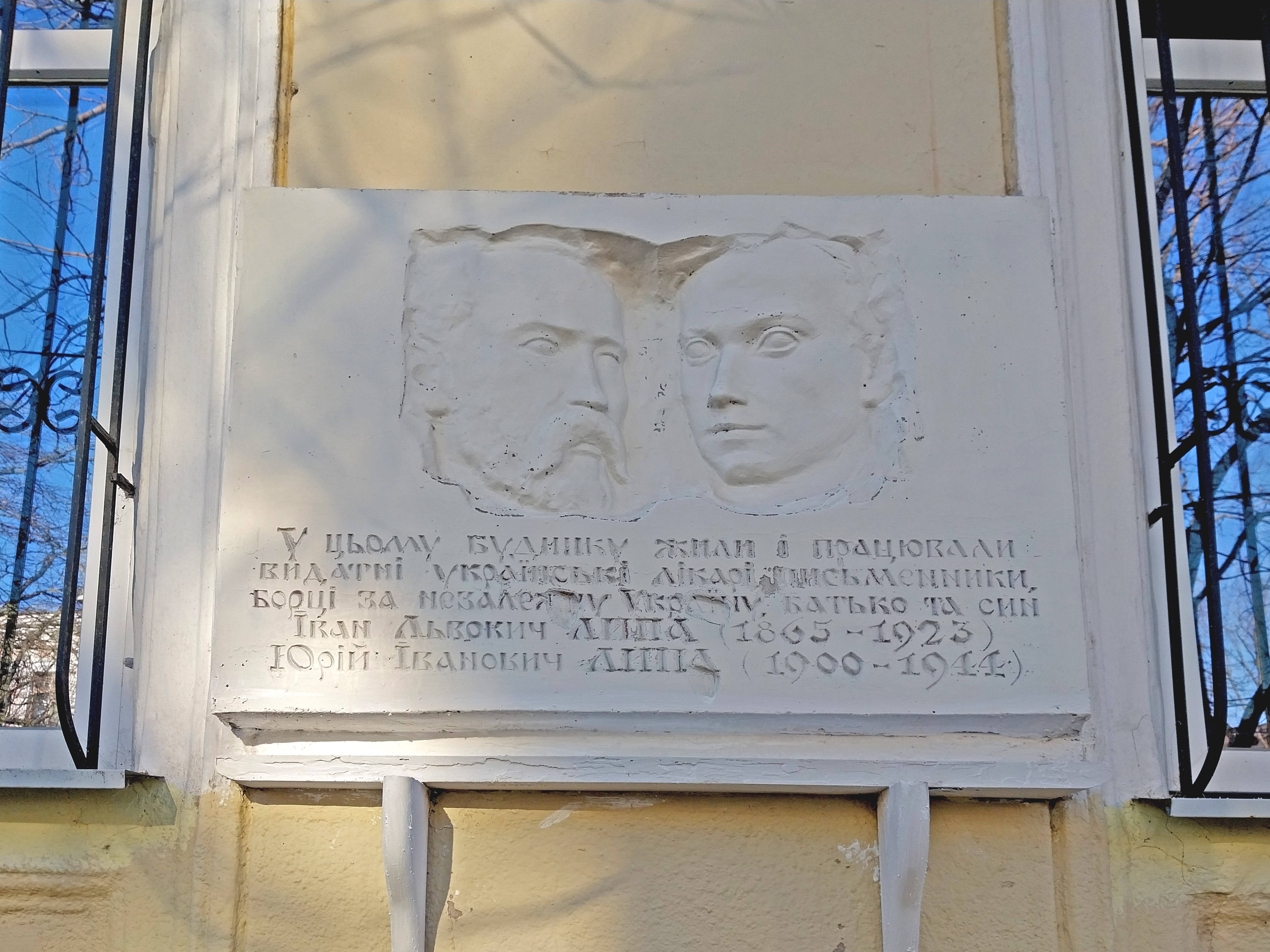
Меморіальна дошка в Одесі

В Одесі існує вулиця Івана та Юрія Лип.
У Києві, Львові, Кропивницькому, Конотопі, Сумах і Новояворівську існують вулиці Юрія Липи.
У Торонто функціонує суботня школа імені Юрія Липи заснована доктором Богданом Стебельським у 1956 році як Курси Українознавства.
9 жовтня 2020 року в селі Мачухи Полтавської області було встановлено меморіальну дошку на честь Івана та Юрія Лип.
19 квітня 2023 року у місті Краматорськ вулицю Майї Булгакової перейменували на вулицю Юрія Липи.
У місті Дніпро вулицю Усенка перейменували на вулицю Юрія Липи.

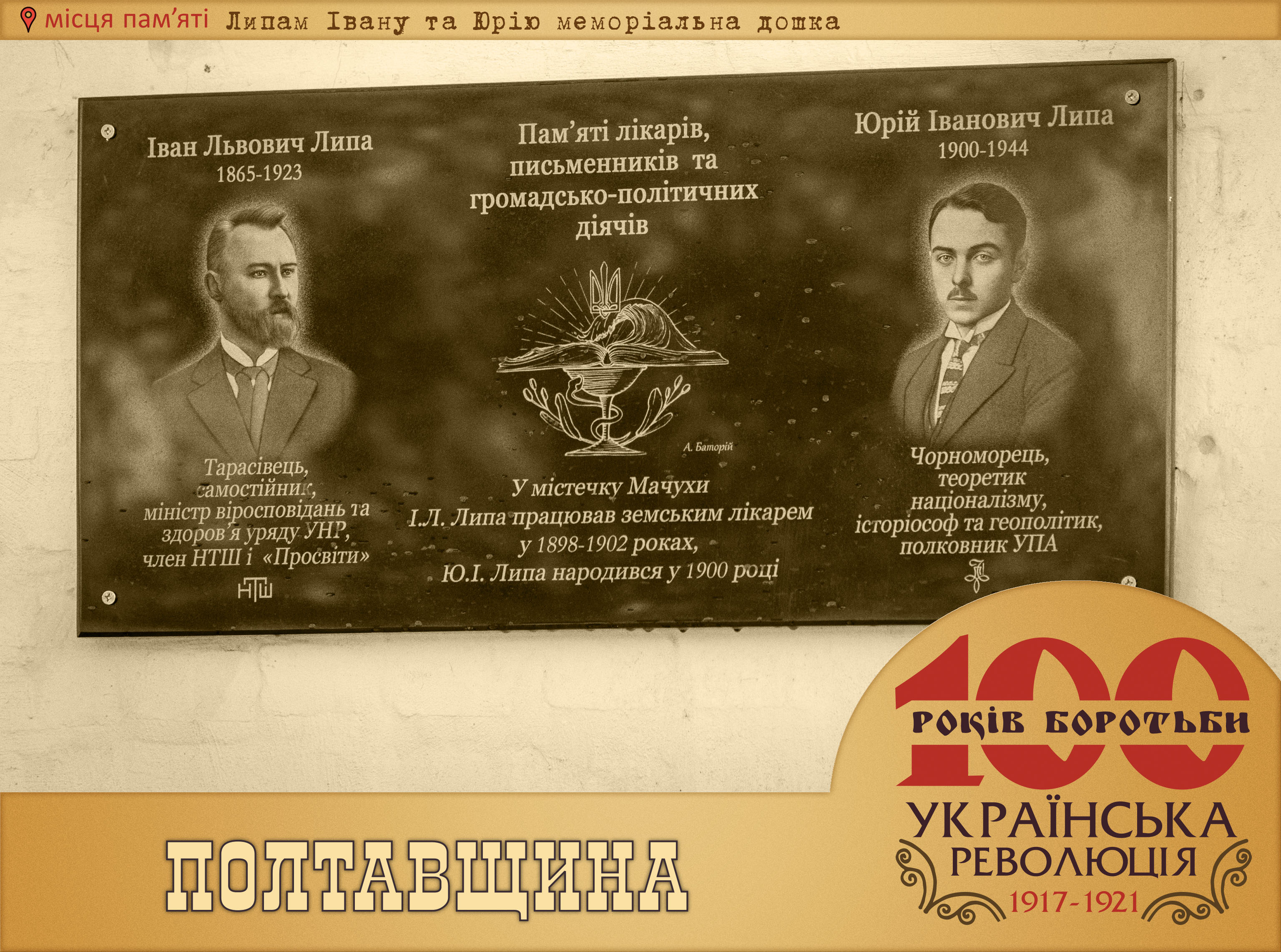
Липам Івану та Юрію меморіальна дошка

У місті Полтава вулицю Тікунова перейменували на вулицю Юрія Липи.
У місті Кривий Ріг вулицю 10-ї Гвардійської дивізії перейменували на вулицю Юрія Липи.